# Spyrídon Kolokotrónis
Spyrídon Kolokotrónis (grec moderne : Σπυρίδων Κολοκοτρώνης), né le 12 décembre 1932 à Larissa, est un homme politique. Il est député européen.